# Arthur Kornberg
Arthur Kornberg (Nova Iorque, 3 de março de 1918 — Stanford, 26 de outubro de 2007) foi um bioquímico estadunidense.
Foi agraciado com o Nobel de Fisiologia ou Medicina de 1959, por seus trabalhos para obtenção da síntese biológica de ácidos nucleicos, numa equipe composta por Mehran Goulian e Robert Louis Sinsheimer.